# Damian Ochrymowicz
Damian Ochrymowicz (ur. w 1888 – stracony w 1940) – doktor praw, adwokat w Stryju, ławnik w Zarządzie Miejskim Stryja.
Syn Jana. 
Po wybuchu II wojny światowej i agresji ZSRR na Polskę z 17 września 1939 został aresztowany przez funkcjonariuszy NKWD. Został przewieziony do więzienia przy ulicy Karolenkiwskiej 17 w Kijowie. Tam prawdopodobnie na wiosnę 1940 został zamordowany przez NKWD. Jego nazwisko znalazło się na tzw. Ukraińskiej Liście Katyńskiej opublikowanej w 1994 (został wymieniony na liście dyspozycyjnej 56/2-94, określony dosłownie jako Ochremowicz, oznaczony numerem 2182). Został pochowany na otwartym w 2012 Polskim Cmentarzu Wojennym w Kijowie-Bykowni.